# Commission départementale de coopération intercommunale
Pour un article plus général, voir Intercommunalité en France.
Une commission départementale de coopération intercommunale (CDCI) est un organisme administratif français qui peut proposer un projet de recomposition de carte intercommunale.
Elle est définie aux articles L.5211-42 à L. 5211-45 du Code général des collectivités territoriales.

## Historique
Elle a été créée par l'article 67 de loi du 6 février 1992 et remaniée notamment par la Loi relative au renforcement et à la simplification de la coopération intercommunale du 12 juillet 1999.
Sa composition a été modifiée par la loi du 16 décembre 2010 de réforme des collectivités territoriales pour renforcer le poids des intercommunalités.

## Description
La commission est présidée par le préfet.
Le schéma départemental de coopération intercommunale (SDCI) est élaboré par le préfet qui le présente à la CDCI.

## Fonction
Cet organisme doit être consulté en cas de création d'un établissement public de coopération intercommunale de son propre fait.